# Bathysolen
Bathysolen är ett släkte av insekter. Bathysolen ingår i familjen bredkantskinnbaggar.
Släktet innehåller bara arten Bathysolen nubilus.